# Диаметър на циркулация
Диаметър на циркулация (на кораб/плавателен съд) (понякога се използва и само циркулация) – основна характеристика на маневреността на кораба (съда). Има диаметър на тактическа циркулация и диаметър на установената циркулация. Величината на диаметъра на циркулацията се намира в зависимост от отношението на дължината към ширината, площта на руля на кораба и ъгъла на неговото преместване, а също и скоростта на кораба и отсъствието на влияния на външни сили, такива като вятъра, вълнения и течения. Диаметъра на циркулацията се измерва в метри, кабелтови или дължини на корпуса на кораба (средно той съставлява от 4 до 8 дължини на корпуса).
Тактическия диаметър на циркулация е разстоянието по нормалата между линиите на обратните курсове след завой на кораба на първите 180°. Определя се при ъгли на преместване на руля 15 и 25°.
Диаметъра на установената циркулация е диаметъра на окръжност, по която се движи центъра на масата на кораба след като ъгловата скорост и крена на циркулация станат постоянни, обикновено след завой на кораба на 180°.